# Хамаров, Руслан Рахимович
Русла́н Рахи́мович Хама́ров (род. 1973, Бердянск, Запорожская область, УССР, СССР) — украинский серийный убийца, убивший в течение 2000—2003 годов 11 женщин. Приговорён судом к пожизненному заключению.

## Биография

### Ранние годы
Родился в 1973 году. По линии отца принадлежал к уйгурам. В 1981 году отец бросил семью, принял ислам и переехал в Махачкалу. В 1985 году его мать совершила самоубийство, прыгнув под поезд.
Потом в жизни Хамарова были детдом и ПТУ, которое он окончил в 1991 году. Тогда же был судим за кражу и приговорён судом к 2,5 годам лишения свободы. Освободился в 1993 году.
С 1993 по 1997 год проживал в Запорожье, где повторно совершил кражу и часть срока (с 1997 по 2000 годы) провёл в психиатрической больнице.
В 2000 году освободился и вернулся в Бердянск, где родственники купили ему комнату, хотя Хамаров нигде и дня не проработал.

### Убийства
Всего с ноября 2000 по февраль 2003 года убил 11 женщин и девушек.
В ноябре 2000 года Хамаров совершил первое убийство. Жертвой стала 47-летняя женщина, в дальнейшем убивал женщин помоложе.
Хамаров знакомился с жертвами в парке, в барах или на танцевальных вечеринках, приглашал к себе домой, поил водкой до потери самоконтроля, вступал с жертвой в половой контакт или только начинал и извинялся, после чего выходил в коридор, вынимал из-за обшивки самодельный нож (иногда брал молоток или бутылку), возвращался в комнату и наносил жертве несколько ударов. Затем он совершал половой акт с трупом. Трупы сбрасывал в колодец.
По воспоминаниям его бывших подруг Хамаров неделями не мылся и имел вид потрёпанного оборванца, но это не мешало ему соблазнять женщин.
Его последней жертвой стала Полина Извекова, девушка 17 лет, которая уже имела ребёнка. Хамаров убил её 24 февраля 2003 года. 27 февраля мать девушки обратилась в милицию.

### Арест, следствие и суд
1 марта к Хамарову приехал наряд милиции. В колодце было обнаружено тело Извековой, но Хамаров сказал: «Там еще десять». Он был немедленно арестован. Впоследствии все трупы были доставлены на поверхность.
Вот что о нём говорит начальник УВД города Бердянска Виктор Бурмаков:
«Хамаров не дебил, а шизофреник. Интеллект у него достаточно высокий, построение фраз грамотное. Досконально помнит, где, что, когда и с кем совершил. Он легко знакомился с девушками. Они добровольно шли к нему, вступали в половые контакты. Обычно жертва не успевала оказать сопротивление. Тело он заворачивал в простыню, сбрасывал ночью в колодец и присыпал мусором. Колодец глубокий, там даже в жару вода холодная, трупы лежали, как в холодильнике. Запаха не было. Место глухое. Вот и не поступало от соседей никаких сигналов»
Экспертиза признала Руслана Хамарова вменяемым в моменты совершения убийств, и потому решением закрытого (поскольку одна из жертв была несовершеннолетней) суда, начавшегося 9 февраля 2004 года (уголовное дело состояло из 7 томов), Хамаров получил наказание по статьям 115 (части 1 и 2 — умышленное убийство двух и более лиц) и 141 (грабёж) УК Украины — пожизненное лишение свободы.